# Pickleball (labdajáték)

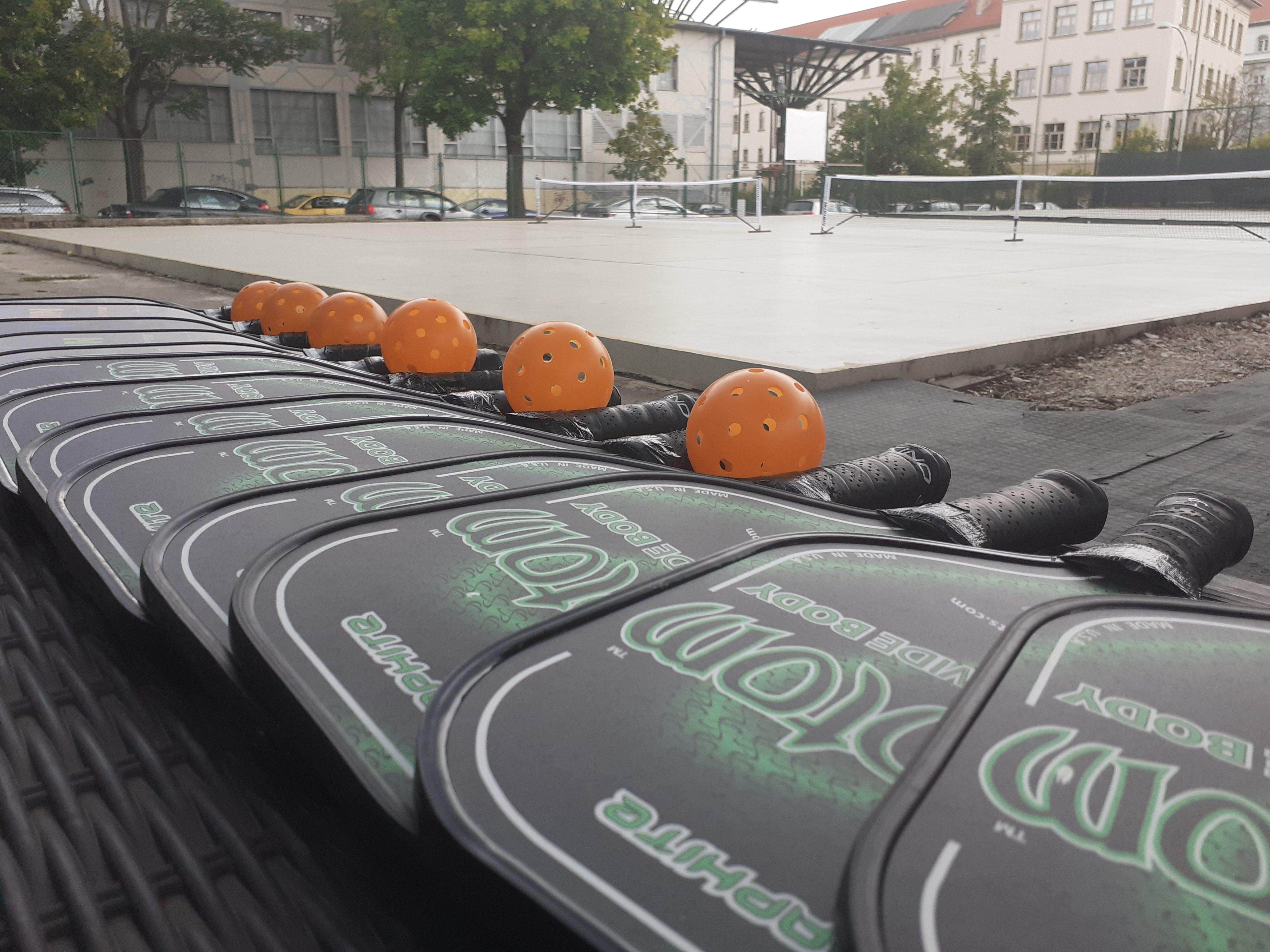
Pickleball-ütők és -labdák

A pickleball a tenisz, tollaslabda és asztalitenisz elemeit vegyíti. Egy speciálisan erre a játékra tervezett ütővel és labdával játsszák.
Két vagy négy játékos játssza, az ütő készülhet fából vagy valamilyen kompozitanyagból. Az ütőfelület sima, többféle formájú és méretű lehet, míg a lyukacsos labda műanyagból készül. A pálya mérete majdnem megegyezik a tollaslabdapályáéval, de a hálóval párhuzamos vonalak 15 centiméterrel messzebb vannak, mint a tollasban. A háló nagyjából megegyezik a teniszháló magasságával, a szabályok is valamelyest hasonlítanak a teniszhez.

## Története
A pickleballt 1965-ben találták fel az Egyesült Államokban. Hétvégi szórakozásnak indult, amit a megalkotók, a Pritchard család a házuk hátsó kertjében kezdtek el játszani. Eredetileg tollasozni készültek unaloműzésként egy szombat délután, de nem találtak tollaslabdát a házban, csak egy lyukacsos műanyaglabdát. Leengedték a tollaslabdahálót derékmagasságig, a fészerben találtak furnérlemezt és abból fabrikáltak hozzá ütőket. 
A játék nevének eredetéről megoszlanak a vélemények. Az egyik verzió szerint a Pickle Boat kifejezés után nevezték el. Ez olyan hajót jelentett, aminek a legénységét silányabb, a többi hajóról lemaradt tengerészekből toborozták. Joan Prithchardot a sport ezekre a hajókra emlékeztette, utalván arra, hogy több labdajáték elemeit gyúrták össze, mire megszületett a pickleball.
A másik verzió szerint a család kutyáját hívták Picklesnek, azaz Kópénak, de bizonyos források szerint előbb született meg a név és csak utána került a családhoz Kópé, akit a játék után neveztek el így. Az utóbbi történetet viccesebbnek találják a játékosok, ezért népszerűbb és kering gyakrabban a köztudatban. 

## Pálya

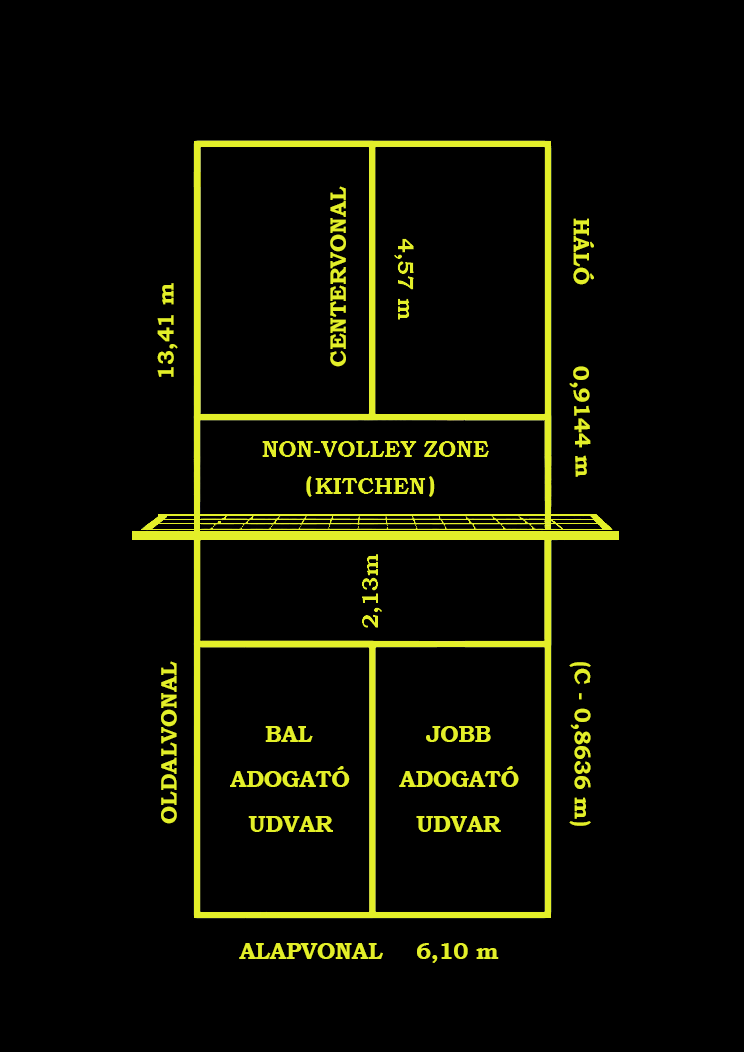
A pálya mérete

A pálya méretei: 13,41 méter hosszú és 6,1 méter széles. A háló középen 86,36, a két szélén 91,44 centiméter magas. A teniszhez hasonlóan van adogatóudvar, de az alapvonaltól befelé húzódik. Továbbá a hálótól 2,13 méterre párhuzamosan található egy úgynevezett kitchen-vonal. Az azon belüli területet kitchennek vagy nem röptézhető területnek (non-volley zone) hívják.

## Játékszabályok
A teniszhez hasonlóan itt is a másik térfélre kell ütnünk a labdát a háló felett, törekedve arra, hogy az ellenfél ne tudja visszaadni. Ha az ellenfél térfelén kettőt pattan a labda, kiüti a pályáról vagy a hálóba üti, az hiba, és a miénk a labdamenet.
A labdamenet szervával kezdődik, amit alulról kell ütnünk kézből, lepattintás nélkül, átlósan a másik térfélre. Szervánál a labdának túl kell pattannia a már korábban említett kitchen-vonalon, az adogatóudvaron belülre. A labda lepattanása után az ellenfél visszaüti, és annak a mi térfelünkön is le kell pattannia, ez a dupla pattanás szabály (double bounce rule). Tehát a labdának mindkét térfélen pattannia kell az első két ütésnél, csak ezután lehet röptézni. Röptének hívjuk azt az ütést, amikor lepattanás nélkül adjuk vissza a labdát.
Viszont van még egy fontos szabály ezzel kapcsolatban: a kitchen (non-volley zone) területén állva nem röptézhetünk. Beléphetünk, bent is állhatunk, csak nem röptézhetünk, különben az ellenfelünk nyeri a labdamenetet. 

## Pontozás
Versenyeken a játékot 11, 15 vagy 21 pontig játsszák, és 2 ponttal kell nyerni.

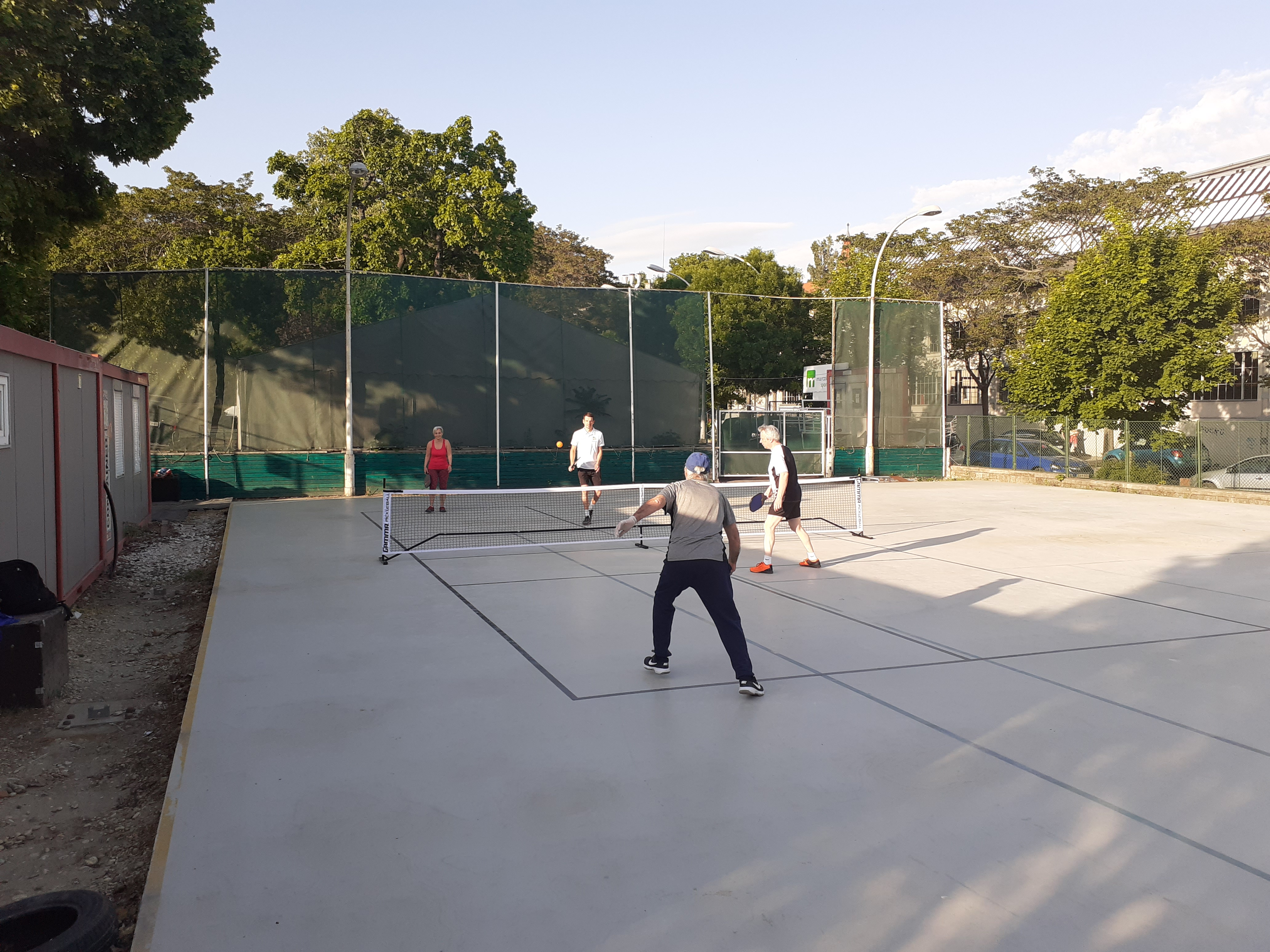
A Fair-way SE versenyzői edzést tartanak

2016 óta hivatalosan is létezik kerekesszékes pickleball, ahol a szabályok szinte ugyanazok, kivéve, hogy a labda ilyenkor kétszer pattanhat ugyanazon a térfélen.
Magyarországon 2017-ben kezdték el játszani a pickleballt, azóta dinamikusan fejlődik, és egyre többen csatlakoznak a játékhoz, jelenleg Budapesten, Andocson, Sopronban, Szombathelyen, Bólyban és Balatonbogláron működnek szakosztályok.
2019 nyarán került megrendezésre Budapesten az első országos bajnokság férfi egyes (győztes Bőhm Zoltán), női egyes (győztes Felsőbüky Klára) és vegyes páros (győztes Kurtz Tímea/Zalai Zsolt) számokban.
2020-ban a második országos bajnokság 3 fordulójának Budapest és Andocs biztosított helyet. Az összetett pontozás alapján férfi egyes (győztes Szent-Andrássy Márk), női egyes (győztes Felsőbüky Klára), vegyes páros (győztes Kurtz Tímea/Komáromi Róbert) és férfi páros (gy. Takács Miklós/Kínál Zoltán) számokban avattak bajnokokat, amire Nagy-Britanniából és az Egyesült Államokból is érkeztek versenyzők. 
2021-ben már 5 kategóriában avattak győztest. A 2020-ban szerzett bajnoki címét férfi egyesben Szent-Andrássy Márk, míg női egyesben Felsőbüky Klára védte meg sikerrel. Felsőbüky nem állt most meg egy aranynál, hiszen női párosban Jármer Erikával és Jakab Zitával holtversenyben végzett az élen. Továbbá vegyes párosban Komáromi Rudolf oldalán is a dobogó legfelső fokára állhatott. Férfi párosban a női pároshoz hasonlóan is holtverseny született, hiszen Havasi Balázs, Komáromi Róbert és Komócsin Balázs is aranyéremmel a nyakában térhetett haza. 
2022-ben Budapest és Andocs mellett immár Sopron is házigazdája volt az Országos Bajnokság fordulóinak. Férfi egyesben Szent-Andrássy Márk zsínórban harmadszor, András Izabellával kiegészülve vegyes párosban pedig először lett bajnok. Mellette Felsőbüky Klára és Jármer Erika megvédte női páros címét. Női egyéniben Szakács Enikő, míg férfi párosban a Bőhm Zoltán/Takács Attila kettős örülhetett a végső győzelemnek. Az első ízben kiírt junior egyéni kategória győztese Takács Flóra lett. 